# Бобрівка (притока Самари)
Бобрівка — річка в Україні, у Павлоградському районі Дніпропетровської області. Права притока Самари (басейн Дніпра).

## Опис
Довжина річки 17 км, похил річки — 2,1 м/км. Площа басейну 127 км². Місцями пересихає.

## Розташування
Бере початок на південному сході від села Тарасове. Тече переважно на південний схід через В'язівок і впадає у річку Самару, ліву притоку Дніпра.
Річку перетинає автошлях Т 0422